# Gender & Sexuality Alliance
Een Gender & Sexuality Alliance (GSA; vroeger: Gay-Straight Alliance) is een organisatie of groep leerlingen en vrijwilligers die zich sterk maakt voor een voor iedereen veilige omgeving op school. De organisatie wordt gesteund door COC Nederland. Het uitgangspunt is dat iedereen de vrijheid moet hebben om te zijn wie ze zijn. In de praktijk betekent dit dat er een landelijke organisatie is (het GSA Netwerk) met op veel scholen een groep leerlingen die hun eigen GSA heeft opgericht. De GSA organiseert allerlei acties op middelbare scholen en mbo-instellingen, waaronder Paarse Vrijdag en Day of Silence.

## Oprichting
GSA is een begrip uit de Verenigde Staten en Canada, waar in de jaren 80 de eerste GSA's ontstonden. In 1998 werd in de VS het GSA Network opgericht, dat door het hele land ondersteuning biedt voor GSA's op middelbare scholen. In Nederland werden in 2009 de eerste GSA's opgericht. Kort daarna in 2010 werd de eerste Paarse Vrijdag georganiseerd. In 2011 was er een landelijke televisiecampagne om de Gender & Sexuality Alliance te promoten. In de tv-commerical komen bekende acteurs en rappers op voor de lgbt-jongeren op scholen. In begin 2019 waren er bij benadering 700 middelbare scholen of mbo-instellingen die een GSA hadden.
De Amerikaan Kevin Jennings, die in 1988 de eerste Gay-Straight Alliance oprichtte, werd in januari 2019 onderscheiden met de Bob Angelo Penning van de Nederlandse lhbti-belangenorganisatie COC Nederland.

## Noodzaak
Sinds 2012 is het voor elke school verplicht aandacht te besteden aan lgbt-acceptatie. Ondanks dat het verplicht is, gebeurt dit nog niet altijd. Volgens 80% van de schoolleiders gebeurt dit, maar volgens leerlingen gebeurt dit slechts op 20% van de scholen. Ook blijft er op middelbare scholen nog steeds veel sprake van gepest op basis van seksuele oriëntatie, gender of uiting van geslacht (bijvoorbeeld niet of juist te mannelijk/vrouwelijk zijn).
Volgens onderzoek van de Columbia University voelt van de lgbt-leerlingen een derde (34,4%) zich onveilig op school, is meer dan 60% uitgescholden en heeft ongeveer een op de vier (23,4%) last gehad van fysiek geweld. Volgens datzelfde onderzoek is er op scholen met een GSA algemenere acceptatie van mensen van de lgbt-gemeenschap (60,1% vs. 41,7%), voelen lgbt-leerlingen zich meer op hun plek (69,9% vs. 47,9%) en missen ze minder dagen school omdat ze zich onveilig voelen (16,3% vs. 26,4%). Echter is het niet duidelijk of het hebben van een GSA dit veroorzaakt, of dat op accepterende scholen eerder een GSA ontstaat.